# Elmdale (Kansas)
Elmdale es una ciudad ubicada en el condado de Chase en el estado estadounidense de Kansas. En el año 2010 tenía una población de 55 habitantes y una densidad poblacional de 137,5 personas por km².

## Geografía
Elmdale se encuentra ubicada en las coordenadas 38°22′23″N 96°38′46″O / 38.37306, -96.64611 (38.372994, -96.645976).

## Demografía
Según la Oficina del Censo en 2000 los ingresos medios por hogar en la localidad eran de $21,250 y los ingresos medios por familia eran $22,250. Los hombres tenían unos ingresos medios de $22,917 frente a los $12,083 para las mujeres. La renta per cápita para la localidad era de $13,083. Alrededor del 19.2% de la población estaban por debajo del umbral de pobreza.